# Antoine-Tristan Danty d’Isnard
Antoine-Tristan Danty d’Isnard, meist kurz Danty d’Isnard, auch Danti, Danthi und Disnard (* 12. Mai 1663 in London; † 15. Mai 1743 in Paris) war ein französischer Botaniker. Sein offizielles botanisches Autorenkürzel lautet „Isnard“.

## Leben und Wirken
Antoine-Tristan Danty d’Isnard studierte Medizin und erhielt 1703 in Paris seinen Doktortitel. Im Auftrag von Guy-Crescent Fagon unternahm er 1707 gemeinsam mit Sébastien Vaillant eine Sammelreise entlang der Küsten der Normandie und der Bretagne. Die Pflanzen der Pariser Umgebung erforschte er gemeinsam mit Joseph Pitton de Tournefort und Antoine de Jussieu.
Nach dem Tod von Tournefort wurde er 1709 dessen Nachfolger auf dem Lehrstuhl für Botanik des Jardin du Roi. Auf Grund seiner schlechten Gesundheit musste er diesen Posten schon nach einem Jahr an Antoine de Jussieu übergeben.
Am 25. Januar 1716 wählte ihn die Académie des sciences zu ihrem Mitglied.
Isnard trug eine umfangreiche Büchersammlung zusammen. Diese umfasste 3934 Bände, darunter 1280 naturhistorische und 1456 medizinische Schriften.

## Ehrentaxon
Pierre Petit (1617–1687) benannte ihm zu Ehren eine Gattung Dantia. Carl von Linné änderte später den Namen in Isnardia. Die Gattung gehört zur Pflanzenfamilie der Nachtkerzengewächse (Onagraceae) und ist heute ein Synonym zur Gattung Ludwigia.

## Schriften
- Journal du voyage que messieurs Sebastien Vaillant et Antoine-Tristan Danty d’Isnard ont fait ensemble sur les costes de Normandie et de Bretagne pour la recherche des animaux, des végétaux et des minéraux, par l’ordre de Monsieur Fagon, … premier médecin de S. M. Louis XIV, surintendant du Jardin royal des plantes à Paris et des bains et fontaines minérales de tout le royaume... 1707 (Manuskript in der Bibliothèque Nationale de France)
- Description de deux nouvelles Especes de LAMIUM, cultivées au Jardin du Roy. In: Histoire de l’Académie royale des sciences. Paris, 1717, S. 268–275 (dt.: Beschreibung zwoer neuen Gattungen des Lamium : die im Königlichen Garten erhalten werden). (online)
- Établissement d’un nouveau genre de plante, que je nomme Evonymoides; avec la description d’une nouvelle espèce. In: Histoire de l’Académie royale des sciences. Paris, 1718, S. 290–295 (online)
- Description de deux nouvelles plantes : dont l’une est un Chardon étoilé, et lautre une Ambrette. In: Histoire de l’Académie royale des sciences. Paris, 1719, S. 164–173 (online)
- Établissement d’un genre de plante appellé euphorbe. In: Histoire de l’Académie royale des sciences. Paris, 1720, S. 384–399 (dt.: Euphorbium : ein Pflanzengeschlechte : nebst der Anzeigung seiner Arten, deren zwo beschrieben und gezeichnet sind.) (online)
- Description d’une nouvelle Espece d’ERUCA. In: Histoire de l’Académie royale des sciences. Paris, 1726, S. 295–306 (online)